# خوینیتسه
خوینیتسه (به لاتین: Chojnice، تلفظ: [xɔjˈɲit͡sɛ] ()) یک شهرک در لهستان است که در استان پومرانی واقع شده‌است.

## خصوصیات
خوینیتسه ۲۱٫۰۵ کیلومترمربع مساحت و ۴۰٬۴۴۷ نفر جمعیت دارد.

## خواهرخوانده
شهرهای امزدتن، Mazyr، باد بونسن، بایو، فرانسه، Waalwijk و کورسون-شفچنکیفسکیی خواهرخوانده‌های خوینیتسه هستند.